# Серебрі Алла Петрівна
Алла (Аліса) Петрівна Серебрі (13 квітня 1929, Одеса — 2022, Одеса) — українська громадська, освітня і мистецька діячка, хоровий диригент, фольклорист, професор, заслужений діяч мистецтв України, відмінник освіти України. Викладач Одеської консерваторії (зараз Одеська національна музична академія імені Антоніни Нежданової), завідувач кафедри хорового диригування Одеської консерваторії (1978—2019).
Була художнім керівником багатьох хорових колективів, зокрема Державного Буковинського ансамблю пісні та танцю (1958—1962), хорової капели Одеського Національного університету імені І. І. Мечникова (1963—2009).

## Біографія
Алла (Аліса) Петрівна Серебрі народилася 13 квітня 1929 року в Одесі, в родині викладача фізичного виховання. З дитинства займалась в музичній школі по класу фортепіано. З початком німецько-радянської війни її родина евакуювалась у місто Стерлітамак Башкирської АРСР. Після повернення 1944 року до Одеси продовжила навчання у музичній школі, по закінченні якої вступила в Одеське музичне училище (клас фортепіано). Навчання з сольфеджіо проходила в групі хоровиків, де викладав професор Костянтин Пігров, що спонукало її до подальшого вибору професії. 1947 року вступила на хоровий відділ Одеської консерваторії. Її викладачем хорового мистецтва був професор К. К. Пігров, а диригування — доцент В. П. Базилевич.
Хорову диригентську практику розпочала з першого курсу консерваторії, зокрема з дитячим хором середньої школи № 5 Одеси та жіночим хором фабрики імені Воровського.

### Чернівецький період
По закінченні у 1952 році Одеської консерваторії почала працювати в Чернівцях як педагог і хоровий диригент. Викладала хорознавство в Чернівецькому музичному училищі, була директором музичної школи, керівником хору музичної школи, диригентом зведених хорів. Згодом художній керівник, директор Чернівецької обласної філармонії.
З 1958 по 1962 рік була художнім керівником і головним диригентом Державного Буковинського ансамблю пісні і танцю. Завдяки високому професіоналізму і буковинському колориту ансамбль під її керівництвом став одним з найкращих хорових колективів України. 1960 року ансамбль на чолі з А. П. Серебрі став лауреатом 1-ї премії Всесоюзного радіофестивалю від Ради Міністрів СРСР.  Колектив багато гастролював в Україні та по всьому Радянському Союзові: Прибалтиці, Грузії, Азербайджані, Сибіру, Далекому Сході, Камчатці, Командорських островах. Під час гастролей по районах Чернівецької області Алла Петрівна записувала від учасників сільській самодіяльності буковинські народні пісні та обробляла їх. Деякі обробки увійшли в репертуар ансамблю, були опубліковані в збірниках і записані на платівках, зокрема «Тандріта», «Буковинські коломийки», «Буковинські веснянки», «Буковинська полька», «Голубар», «Ружениця».  

За ініціативи Алли Серебрі 1959 року до репертуару Буковинського ансамблю увійшла пісня «Марічка» Степана Сабадаша, що поклало початок її всесвітньому успіху. Пісня була написана 1955 року але художня рада Чернівецької філармонії її не схвалила і впродовж кількох років  виконувалась лише аматорськими колективами Чернівців. Після одного з таких концертів Алла Серебрі попросила в Сабадаша ноти «Марічки», а після його нагадування про рішення худради відповіла: «Плевать я хотела на худсовет, мне песня нравится». 1961 року пісню записано і видано на грамплатівці фірми «Мелодія».
Була депутатом Чернівецької міської ради IV скликання, членом художньої ради Чернівецького академічного театру імені О. Кобилянської.

### Одеський період
У 1961 році, перебуваючи з гастролями ансамблю в Одесі, Алла Серебрі отримала від свого вчителя професора К. К. Пігрова запрошення працювати викладачем кафедри хорового диригування Одеської консерваторії, і з 1962 року почала викладати хорове диригування та лекційний курс «Методика роботи з хором і хорознавство». З 1978 по 2019 рік – завідувала кафедрою хорового диригування Одеської консерваторії, п'ять років була секретарем Вченої ради Одеської консерваторії.
Впродовж багатьох років була художнім керівником та головним диригентом народної хорової капели Одеського Національного університету імені І. І. Мечникова. Хорова капела під її керівництвом була лауреатом багатьох фестивалів і конкурсів, зокрема Слов'янського фестивалю в Парижі (2001), фестивалю у Греції. Виступала в містах Україні, Молдови, Росії, Білорусі, Грузії, Литви, Латвії, Естонії, Угорщині (1983), Фінляндії (1990), Німеччини (1992, 1995, 1997, 2003), Греції (1996, 1997, 1998 , 2003), Франції (2001).   
А. П. Серебрі неодноразово була головою журі обласного огляду дитячих та юнацьких хорових колективів, членом журі Міжнародного фестивалю хорової музики «Південна Пальміра»; почесним членом журі І Всеукраїнського конкурсу юніорів вокально-хорового мистецтва «Перлини моєї країни» ім. А.Т. Авдієвського (2016); почесним членом журі І Всеукраїнського конкурсу хорових диригентів ім. Д. Загрецького (2019).
2019 року з нагоди 90-річчя від дня народження та 60-річчя педагогічної та трудової діяльності Аллу Серебрі нагороджено Почесною відзнакою міського голови «Трудова слава».
Померла в Одесі у 2022 році.

## Учні
За час роботи в консерваторії Алла Серебрі підготувала більше 140 хорових диригентів, зокрема:
- народний артист України, професор Іван Сльота;
- хоровий диригент і композитор Юрій Антків[12];
- заслужений діяч мистецтв України Юрій Топузов;
- заслужений працівник культури України Мері Вайс;
- заслужений працівник культури України Сергій Голуб;

Лауреати Міжнародних конкурсів: Олена Прокопець, Світлана Смірнова, Інга Селіна, Віталій Дука, Сергій Железняк, Семен Мухін, Олександр Віла-Боцман, Елізавета Ведмедовська, Ганна Сомкіна, Ольга Олейникова, Оксана Сухецька-Прокулевич, Ганна Кондратьєва.

## Нагороди і відзнаки
- Заслужений діяч мистецтв України
- Відмінник освіти України (2002)
- Грамота Міністерства культури УРСР (1957)
- Почесний знак Одеського міського голови «Знак Пошани» (2009)
- Медаль «Трудова слава» (2019).